# Португальська гітара
Португальська гітара (порт. guitarra portuguesa) — португальський струнний музичний інструмент, різновид цистри. Походить від англійської гітари, імпортованої в Португалію за часів британського протекторату (XVIII–XIX ст.). Основний музичний інструмент для супроводу модіньї (португальський романс) і фаду (жанр традиційної португальської музики).

## Опис
Струнний інструмент з грушоподібним корпусом, який звужується ближче до паралельного і плоского грифу. Основна частина корпусу круглої форми з шістьма металевими струнами. У перших гітар було тільки 10 струн — 4 здвоєних і дві одинарні. В даний час всі струни здвоєні. В середньому старі моделі мають такі розміри — 73 см завдовжки, 7 см звуковий ряд грифа, 34 см — корпус, максимальна ширина — 27 см. Сучасні моделі трохи інших розмірів: загальна довжина — 81 см, 14 см звуковий ряд грифа, 43 см — корпус, ширина — 38 см.
Типова настройка струн: c1-e1-g1-c2-e2-g2.
Існує три типи (або три школи) португальської гітари:
- лісабонська — меншого розміру, з низьким і круглим резонуючим корпусом, більше нагадує звичайну гітару. Найбільше підходить для трелі живого фаду. Лісабонська гітара використовується професіоналами, вона виготовляється з скрупульозною точністю і володіє найбільш виразним звуком.
- коїмбрська — найбільша, з крутішою формою резонуючого корпусу і великим звукорядом, чудово підходить для коїмбрських балад, де гітара супроводжує спів розкладеними акордами (арпеджіо).
- портуйська — схожа з коїмбрською, але трохи менша.

Вищезазначені три школи досі існують, а секрет створення португальської гітари залишається власністю кількох родин ремісників, в яких іноді й цілі покоління повністю присвячують себе виготовлення цього інструменту.

## Історія
Португальська гітара з'явилася у кінці XVIII століття. Початок нотованій музиці для португальської гітари поклав Антоніу да Сілва Лейте, який заснував в Порту школу гри на цьому інструменті (1796) і склав ряд п'єс (у тому числі для гітарного дуету) в різних жанрах: сонати, менуети, марші, гавоти, контрданси , котильйони тощо. У XIX столітті виробники струнних інструментів, так звані violeiros, стали масово продавали португальські гітари у крамницях Лісабона, Порту і Браги.
Значний вклад у вивчення португальської гітари зробив португальський музикознавець та фольклорист Ернешту Вейга де Олівейра (1910—1990). Він детально вивчив історію походження гітари і вніс значний внесок у поширення інструменту в Португалії.
Серед найвідоміших виконавців: Антоніу Шаїнью, Карлуш Паредеш (вивів португальську гітару на широку концертну естраду), Педру Кальдейра Кабрал (також композитор і музикознавець).